# Mouettes
Mouettes é uma comuna francesa na região administrativa da Normandia, no departamento de Eure. Estende-se por uma área de 8,34 km². Em 2010 a comuna tinha 791 habitantes (densidade: 94,8 hab./km²).